# 木村光祐
木村光祐（Kosuke Kimura，1984年5月14日—），生于神戶市，日本职业足球运动员，曾效力于美國職業足球大聯盟球会科羅拉多急流。

## 俱樂部生涯
木村光佑生於1984年5月14日，出自川崎前锋青训，但因疲劳性骨折的伤病没有日职联赛球队引进他，随后前往美国西伊利诺伊大学进修，毕业后被美国职业足球大联盟的科罗拉多急流选中，木村光佑是首位征战MLS的日本球员。
第二个赛季就成为球队主力。2009年5月2日在对皇家盐湖城的比赛中，打进了其个人在美职联的首个入球。
本赛季虽然在赛季中途受到骨折伤病的问题，但还是出场23次，奉献了3次助攻。尤其是本赛季MLS东部决赛中，木村光佑打进一球，不仅本人拿到该场比赛的MVP，也帮助球队力克圣何塞地震，夺得大联盟冠军。今年下半年转会波特兰伐木者。
2012年12月，纽约红牛宣布日本边卫木村光佑正式加盟。

## 外部連結
- ブログ「ともにつぎへ 〜MLSの世界〜」
- 木村光祐的X（前Twitter）
- コロラド・ラピッズHPでのプロフィール （英文）
- 『サッカー不毛の地』から『隠れた大国』へ
- Culture of Soccer ブログ内でのプロフィール （英文）
- MLS公式サイトのプロフィール （英文）
- 西イリノイ大学HP内でのプロフィール （页面存档备份，存于） （英文）
- 90minut.pl网站上木村光祐的资料（波兰語）
- 木村光祐在美國職業足球大聯盟